# Matthew Stewart (mathématicien)
Pour les articles homonymes, voir Matthew Stewart et Stewart.
Matthew Stewart est un mathématicien écossais, né le 15 janvier 1717 à Rothesay (île de Bute), mort le 23 janvier 1785 à Catrine (Ayrshire) (mort à Édimbourg selon d'autres sources[Lesquelles ?]) et enterré à Édimbourg.

## Biographie
Il a été l'élève, à l'université de Glasgow, de Robert Simson puis, à l'université d'Édimbourg en 1742-43, de Colin Maclaurin, auquel il a succédé en 1747 comme professeur de mathématiques.
C'est par Simson que fut démontré le « théorème de Stewart », probablement découvert par Archimède environ 300 av. J.-C.
Stewart fut reconnu comme un mathématicien important après la publication de son General Theorems, en 1746.
L'intérêt de Stewart se tourne alors vers l'astronomie et la philosophie. Il montre une grande ingéniosité dans des considérations géométriques théoriques en apportant des preuves sur des résultats qu'il avait précédemment établis dans le domaine de l'algèbre et de la méthode analytique. En 1761 il apporte une contribution au problème à N corps, décrivant le mouvement des planètes et la perturbation apportée par une planète sur le mouvement d'une autre.
Stewart a été élu membre de la Royal Society le 21 juin 1764.
Matthew Stewart est le père de Dugald Stewart (1753-1823), philosophe et mathématicien.

## Œuvres
- General theorems of considerable use in the higher parts of mathematics (1746)
- Tracts, Physical and Mathematical, Containing an Explication of Several Points in Physical Astronomy (1761)
- The Distance of the Sun from the Earth determined by the Theory of Gravity (1763)